# فلسفه زبانی
فلسفه زبانی (به انگلیسی:Linguistic philosophy) این دیدگاه است که بسیاری از یا همه مسائل فلسفی را می‌توان با توجه بیشتر به زبان، یا با اصلاح زبان یا درک بهتر زبان روزمره، حل یا رد کرد. موضع اول نوعی از فلسفه زبانی ایده آلیستی (ideal language philosophy) است که یکی از نمونه‌های برجسته آن اتمیسم منطقی (logical atomism) می‌باشد. دومی دیدگاهی است که در فلسفه زبان متعارف از آن دفاع می‌شود.